# Pumiliopsis sardinellae
Pumiliopsis sardinellae is een eenoogkreeftjessoort uit de familie van de Bomolochidae. De wetenschappelijke naam van de soort is voor het eerst geldig gepubliceerd in 1964 door Bennet.